# 平野駅 (福島県)
平野駅（ひらのえき）は、福島県福島市飯坂町平野字堂の前にある福島交通飯坂線の駅。

## 歴史
- 1925年（大正14年）6月20日：飯坂電車の明神町駅として開業。
- 1927年（昭和2年）8月15日：平野駅に改称[1]。

## 駅構造
単式ホーム1面1線の地上駅であり、朝と夕方に駅員が配置される。自動券売機設置。

## 利用状況
2010年度の乗車人員は310人であった。近年の1日平均乗降・乗車人員は以下の通り。
| 年度   | 1日平均 乗車人員 | 1日平均 乗降人員 |
| ------ | ---------------- | ---------------- |
| 2010年 | 310              |                  |
| 2011年 |                  | 593              |
| 2012年 |                  | 651              |
| 2013年 |                  | 607              |
| 2014年 |                  | 744              |
| 2015年 |                  | 654              |
| 2016年 |                  | 724              |
| 2017年 |                  | 756              |
| 2018年 |                  | 679              |

## 駅周辺
- JAふくしま未来飯坂南支店
- 平野郵便局
- 東屋沼神社
- 福島県道3号福島飯坂線
- 国道13号
- 東北自動車道福島飯坂IC

## 隣の駅
福島交通
■飯坂線
桜水駅 - 平野駅 - 医王寺前駅